# Sanxing (köpinghuvudort i Kina, Heilongjiang Sheng, lat 47,62, long 125,04)
Sanxing (kinesiska: 三兴, 三兴镇) är en köpinghuvudort i Kina. Den ligger i provinsen Heilongjiang, i den nordöstra delen av landet, omkring 240 kilometer nordväst om provinshuvudstaden Harbin. Antalet invånare är 27 262. Befolkningen består av 13 482 kvinnor och 13 780 män. Barn under 15 år utgör 14,0 %, vuxna 15-64 år 78 %, och äldre över 65 år 7,0 %.
Runt Sanxing är det ganska tätbefolkat, med 120 invånare per kvadratkilometer. Sanxing är det största samhället i trakten. Trakten runt Sanxing består till största delen av jordbruksmark.
Genomsnittlig årsnederbörd är 855 millimeter. Den regnigaste månaden är juli, med i genomsnitt 288 mm nederbörd, och den torraste är januari, med 8 mm nederbörd.